# Shadow (telenovela)
Shadow (La sombra en español) es una telenovela mexicana-estadounidense producida por Fox Broadcasting Company y Televisa, de la mano de Carlos Sotomayor. Es la versión en inglés de la telenovela mexicana La sombra del otro.
La telenovela está basada en la historia original de Carlos Olmos y Enrique Serna y fue protagonizada por Heather Campbell y Steve Kesmodel.

## Elenco
- Heather Campbell .... Ashley
- Steve Kesmodel .... Nick
- Paul Ganus .... Lawrence
- Shandra Beri
- Kenneth Danziger
- David Dean
- Mari Deno
- Tod Jeffries
- Trevor Lissauer
- Karmin Murcelo
- Rende Rae Norman
- Karen Ross
- Enrique Borja Baena
- Tasha Smith
- Kathleen Nolan .... Emily Fowler
- Lee Patterson .... Charles Russell

## Versiones
- La sombra del otro (1996), telenovela producida por Televisa de la mano de Julissa y protagonizada por Edith González y Rafael Rojas.